# Eureka County
Eureka County är ett administrativt område i delstaten Nevada, USA. År 2010 hade countyt 1 987 invånare. Den administrativa huvudorten (county seat) är Eureka.

## Geografi
Enligt United States Census Bureau har countyt en total area på 10 826 km². 10 816 km² av den arean är land och 10 km² är vatten. 

### Angränsande countyn
- Elko County, Nevada - nord, nordöst
- White Pine County, Nevada - öst
- Nye County, Nevada - syd
- Lander County, Nevada - väst

### Städer och samhällen
- Eureka
- Emigrant Pass
- Crescent Valley
- Beowawe
- Palisade